# Kazachse voetbalbeker 2004
2004 was het dertiende seizoen van de Beker van Kazachstan. De 44 deelnemende ploegen streden van 16 mei t/m 6 november in een knock-outsysteem. De kwart- en halve finales bestonden uit een heen- en een terugwedstrijd.

## Voorronde
De wedstrijden werden gespeeld op 16 mei 2004.
| Thuisclub                    | Uitslag        | Uitclub                   |
| ---------------------------- | -------------- | ------------------------- |
| Aqjayıq-2 FK Oral            | 1-2            | Ordabası-2 FK Şımkent     |
| Arıs FK                      | 2-3            | Munayşı FK Atıraw         |
| AY-Unïversïteti FK Turkistan | 2-3 n.v.       | Aqtöbe-Jas FK             |
| Energetïk FK Pavlodar        | 2-2 (3-5 n.s.) | Vostok-2 FK Öskemen       |
| Ertis-2 FK Aqsu              | 9-0            | Xïmïk FK Stepnogor        |
| Esil-Bogatır-2 FK Petropavl  | 2-0            | Torğay FK Arqalıq         |
| Eurasïya FK Astana           | 3-3 (0-3 n.s.) | Bolat CSKA FK Temirtaw    |
| Kaspïy FK Aqtaw              | 2-3            | Jeleznodorojnïk FK Almatı |
| Qaysar-Jas FK Qızılorda      | 2-1 n.v.       | Jambıl FK Taraz           |
| Semey-2 FK                   | 3-0            | Jetisu-2 FK Taldıqorğan   |
| Şaxter-Yunost FK Qarağandı   | 0-2            | Batır FK Ekibastuz        |
| Uş-Qoñır FK                  | 2-0 1          | Gornyak FK Xromtaw        |
| vrijgeloot                   |                | Almatı FK                 |
| vrijgeloot                   |                | Aqjayıq FK Oral           |
| vrijgeloot                   |                | Aqtöbe-Lento FK           |
| vrijgeloot                   |                | Atıraw FK                 |
| vrijgeloot                   |                | Cesna FK Almatı 2         |
| vrijgeloot                   |                | Ekibastuzec Ekibastuz FK  |
| vrijgeloot                   |                | Ertis FK Pavlodar         |
| vrijgeloot                   |                | Esil-Bogatır FK Petropavl |
| vrijgeloot                   |                | Jenïs FK Astana           |
| vrijgeloot                   |                | Jetisu FK Taldıqorğan     |
| vrijgeloot                   |                | Oqjetpes FK Kökşetaw      |
| vrijgeloot                   |                | Ordabası FK Şımkent       |
| vrijgeloot                   |                | Qayrat-Almatı QTJ         |
| vrijgeloot                   |                | Qaysar FK Qızılorda       |
| vrijgeloot                   |                | Semey FK                  |
| vrijgeloot                   |                | Şaxter FK Qarağandı       |
| vrijgeloot                   |                | Taraz FK                  |
| vrijgeloot                   |                | Tobıl FK Qostanay         |
| vrijgeloot                   |                | Vostok FK Öskemen         |
| vrijgeloot                   |                | Yassı-Sayram FK           |

1 Uitslag ongeldig verklaard en reglementair op 0-3 bepaald.
2 Cesna FK Almatı is het tweede elftal van Almatı FK.

## Eerste ronde
De wedstrijden werden gespeeld op 29, 30 juni & 1 juli 2004.
| Thuisclub                   | Uitslag        | Uitclub               |
| --------------------------- | -------------- | --------------------- |
| Atıraw FK                   | 2-1            | Munayşı FK Atıraw     |
| Batır FK Ekibastuz          | 0-2            | Jetisu FK Taldıqorğan |
| Bolat CSKA FK Temirtaw      | 0-1            | Jenïs FK Astana       |
| Ekibastuzec Ekibastuz FK    | 2-1 n.v.       | Ertis-2 FK Aqsu       |
| Esil-Bogatır FK Petropavl   | 2-0            | Gornyak FK Xromtaw    |
| Esil-Bogatır-2 FK Petropavl | 0-3            | Almatı FK             |
| Jeleznodorojnïk FK Almatı   | 3-0            | Aqjayıq FK Oral       |
| Oqjetpes FK Kökşetaw        | 2-0            | Cesna FK Almatı       |
| Ordabası-2 FK Şımkent       | 3-2            | Yassı-Sayram FK       |
| Qayrat-Almatı QTJ           | 2-1            | Şaxter FK Qarağandı   |
| Qaysar FK Qızılorda         | 6-2 3          | Aqtöbe-Jas FK         |
| Qaysar-Jas FK Qızılorda     | 4-0            | Semey-2 FK            |
| Semey FK                    | 0-2            | Vostok FK Öskemen     |
| Taraz FK                    | 0-0 (6-5 n.s.) | Ertis FK Pavlodar     |
| Tobıl FK Qostanay           | 2-3 n.v.       | Aqtöbe-Lento FK       |
| Vostok-2 FK Öskemen         | 2-1            | Ordabası FK Şımkent   |

3 Uitslag ongeldig verklaard en reglementair op 0-3 bepaald.

## Achtste finale
De wedstrijden werden gespeeld op 4 & 9 juli 2004.
| Thuisclub                 | Uitslag  | Uitclub                   |
| ------------------------- | -------- | ------------------------- |
| Almatı FK                 | 2-5      | Qayrat-Almatı QTJ         |
| Aqtöbe-Lento FK           | 3-1      | Esil-Bogatır FK Petropavl |
| Atıraw FK                 | 4-2      | Oqjetpes FK Kökşetaw      |
| Jeleznodorojnïk FK Almatı | 1-0 n.v. | Ordabası-2 FK Şımkent     |
| Jenïs FK Astana           | 2-1      | Ekibastuzec Ekibastuz FK  |
| Qaysar-Jas FK Qızılorda   | 1-2      | Vostok-2 FK Öskemen       |
| Taraz FK                  | 9-1      | Aqtöbe-Jas FK             |
| Vostok FK Öskemen         | 0-2      | Jetisu FK Taldıqorğan     |

## Kwartfinale
De wedstrijden werden gespeeld op 25 juli & 19 september 2004.
| Thuisclub                 | Uitslag | Uitslag | Uitclub           |
| ------------------------- | ------- | ------- | ----------------- |
| Aqtöbe-Lento FK           | 2-1     | 0-2     | Taraz FK          |
| Jeleznodorojnïk FK Almatı | 0-3     | 0-2     | Atıraw FK         |
| Jetisu FK Taldıqorğan     | 2-1     | 0-4     | Jenïs FK Astana   |
| Vostok-2 FK Öskemen       | 0-5     | 0-4     | Qayrat-Almatı QTJ |

## Halve finale
De wedstrijden werden gespeeld op 26 oktober & 6 november 2004.
| Thuisclub       | Uitslag | Uitslag | Uitclub           |
| --------------- | ------- | ------- | ----------------- |
| Atıraw FK       | 1-0     | 0-3     | Taraz FK          |
| Jenïs FK Astana | 1-1     | 2-3     | Qayrat-Almatı QTJ |

## Finale
|                  |             |       |                   |                                                                                |
| 11 november 2004 | Taraz FK    | 1 - 0 | Qayrat-Almatı QTJ | Taraz Ortalıq Stadïon Toeschouwers: 12.500 Scheidsrechter: Bakbergen (Şımkent) |
| 11 november 2004 | Mazbaev 44' | KFF   |                   | Taraz Ortalıq Stadïon Toeschouwers: 12.500 Scheidsrechter: Bakbergen (Şımkent) |